# Whitechapel. Eine Kette von Perlen und Abenteuern
Whitechapel. Eine Kette von Perlen und Abenteuern (Alternativtitel: Die Stadt der Enterbten) ist ein deutscher Kriminalfilm von 1920.

## Handlung
Fred Hopkins, ein Juweliersgehilfe, ersetzt die Perlenkette, die Lord Reading als Hochzeitsgeschenk erworben hat, durch ein wertloses Imitat. Es beginnt eine Jagd, die die Blumenverkäuferin Rahel und der Hampelmannhändler David durch das Auffinden des Geschmeides beenden können. Hopkins, der überführt wird, begeht daraufhin aus Angst vor Bestrafung mittels Gift Selbstmord.

## Hintergrund
Produktionsfirma war die Gloria-Film GmbH Berlin. Max Jungk und Julius Urgiss verfassten das Drehbuch nach Vorlagen aus Londoner Polizeiakten. Für die Bauten war Heinrich Richter zuständig.
Der Film hatte eine Länge von sechs Akten auf 2.271 Metern (nach Schnitt: 2.255 Metern), das entspricht ca. 111 (nach Schnitt: ca. 110 Minuten). Die Reichsfilmzensur belegte ihn am 30. August 1920 mit einem Jugendverbot (Nr. 356). Die Uraufführung fand am 30. September 1920 im Tauentzienpalast und im Mozartsaal Berlin statt.